# Habib Qaderi
Habib Qaderi (persiska: حبيب قادري), född 1971 i Kartay Parwan i Kabul i Afghanistan, är en afghansk sångare. Qaderi är bosatt i Kalifornien.

## Uppväxt
Habib Qaderi är son till sultan Aziz Qaderi. Efter afghansk-sovjetiska kriget flydde familjen 1983 till Indien. I december 1985 flyttade de till USA och kom till Los Angeles, där han gick på high school och på universitet.

## Privatliv
Habib Qaderi har fyra bröder och två yngre systrar. Hans bror Faiz Qaderi är också sångare.

## Diskografi

### Album
- 1995: Chadar-e-Gulnaar
- 1998: Sahil
- 1997: Aros Gulha
- 2001: Golden Dream
- 2003: Mehmaan-e-Yaar
- 2006: For My People

### Singlar
| Sång              | Alabum         | År   |
| ----------------- | -------------- | ---- |
| Golden Dream      | Golden Dream   | 2001 |
| Maida Maida       | Aros Gulha     | 1997 |
| Dukhtar-e-Kabuli  | Golden Dream   | 2001 |
| Mehraban          | Mehmaan-e-Yaar | 2003 |
| Lab Lab-e Joybaar | For My People  | 2006 |
| Kabootar          | For My People  | 2006 |
| Jigi Jigi         | For My People  | 2006 |

### Videografi
- 2005: Habib Qaderi (Mehmaan-e-Yaar Music Videos)

## Utmärkelser
- 2003: Årets bästa artist (Afghan-American Artists Association of California)